# Запсонь
Запсонь (укр. Запсонь, венг. Zápszony) — село в Косоньской сельской общине Береговского района Закарпатской области Украины.
Население по переписи 2001 года составляло 1799 человек. Почтовый индекс — 90224. Телефонный код — 03141. Занимает площадь 4,501 км². Код КОАТУУ — 2120484801.

## История
В 1946 году указом ПВС УССР село Запсонь переименовано в Заставное.
В 1991 году селу возвращено историческое название.